# The ChubbChubbs!
Pour plus de détails, voir Fiche technique et Distribution.
The ChubbChubbs! ou Les ChubbChubbs ! au Québec est un court métrage américain réalisé par Eric Armstrong, sorti en 2002.
Il a obtenu l'Oscar du meilleur court-métrage d'animation en 2003.
Le film a été diffusé au cinéma en avant-programme de Stuart Little 2 ou Men in Black II, puis a été ajouté dans les bonus des DVD des films ainsi que celui du film Les Rois de la glisse.

## Synopsis
Sur la planète Glorf, des créatures de plusieurs espèces extra-terrestres se retrouvent dans un bar appelé Ale-E-Inn. Parmi eux, figure Meeper, qui tente de prévenir les autres de l'arrivée imminente d'un danger : les ChubbChubbs.

## Fiche technique
- Titre original et français : The ChubbChubbs!
- Titre québécois : Les ChubbChubbs !
- Réalisation : Eric Armstrong
- Scénario : Jeff Wolverton
- Musique : Chance Thomas
- Production : Jacquie Barnbrook
- Société de production : Sony Pictures Imageworks
- Société de distribution : Columbia Pictures
- Pays d'origine :  États-Unis
- Langue originale : anglais
- Durée : 5 minutes
- Date de sortie :
  - États-Unis : 3 juin 2002

## Distribution
- Brad Simonsen : Meeper
- Mortonette Jenkins : la diva chanteuse
- Jeff Wolverton : ChubbChubbs
- Peter Lurie : Zyzaks
- Rick Zieff : Bouncer
- Eric Armstrong : un Glorf
- Chance Thomas : un Glorf

## Clins d'œil culturels
Le film fait référence à plusieurs films ou séries télévisées :
- Star Wars : on voit Dark Vador et Yoda faire un bras de fer, une extra-terrestre possède une coiffure qui ressemble à celle de la Princesse Leïa, et Jar Jar Binks prévient Meeper de l'arrivée des ChubbChubbs.
- Le Jour où la Terre s'arrêta : le robot humanoïde Gort apparaît dans le film.
- Alien : un alien du film boit au bar.
- Planète interdite : on voit Robby le robot danser.
- Perdus dans l'espace : on voit le robot de la série danser.
- La Guerre des mondes : un vaisseau martien fait partie de ceux qui fuient.
- E.T. l'extra-terrestre : un extra-terrestre fuit à bicyclette avec E.T. dans le panier avant, et la musique de John Williams est utilisée.

## Distinctions
- Oscars 2003 : Oscar du meilleur court-métrage d'animation
- BAFTA 2003 : nommé pour le BAFTA du meilleur court métrage
- Berlinale 2003 : sélection officielle en compétition pour l'Ours d'or du meilleur court métrage